# Liste polnischer Philosophen
Dies ist eine Liste polnischer Philosophen.
- Zygmunt Bauman (1925–2017)
- Joseph Maria Bocheński (1902–1995)
- August Cieszkowski (1814–1894)
- Hermann Friedmann (1873–1957)
- Roman Ingarden (1893–1970)
- Leszek Kołakowski (1927–2009)
- Tadeusz Kotarbiński (1886–1981)
- Stanisław Leśniewski (1886–1939)
- Jan Łukasiewicz (1878–1956)
- Kazimierz Łyszczyński (1634–1689)
- Adam Schaff (1913–2006)
- Alfred Tarski (1901–1983)
- Bronislaw Ferdynand Trentowski (1808–1869)
- Kazimierz Twardowski (1866–1938)
- Anna-Therese Tymieniecka (1923–2014)
- Stanisław Ignacy Witkiewicz (1885–1939)
- Florian Znaniecki (1882–1958)